# 씽 (시리즈)
《씽》는 유니버설 픽처스가 배급하고 일루미네이션이 제작한 애니메이션 미디어 프랜차이즈이다.

## 영화
- 《씽》 (2016년)
- 《씽2게더》 (2021년)

## 사운드트랙
- 《씽》 (2016년)
- 《씽2게더》 (2021년)